# Juveniles Wasser
In der Hydrologie bezeichnet man das Wasser, welches aus Magmaherden entsteht und noch nicht am allgemeinen Kreislauf des Wassers teilgenommen hat, als juveniles Wasser.
In der Typologie für Heilwässer wird der „Typ 1“ als Wasser – unter Umständen als juveniles Wasser – aus großen Erdtiefen, die in der Größenordnung mehrere Kilometer betragen können, beschrieben. 

## Sonstiges
Zum zoologischen Begriff siehe: juvenil